# عبد الله بن الربيع
عبد الله بن الربيع بن قيس بن عامر الخزرجي الأنصاري صحابي جليل من قبيلة الخزرج من الأنصار شهد مع النبي محمد ﷺ غزوة بدر وغزوة أحد.